# Русская духовная миссия в Иерусалиме

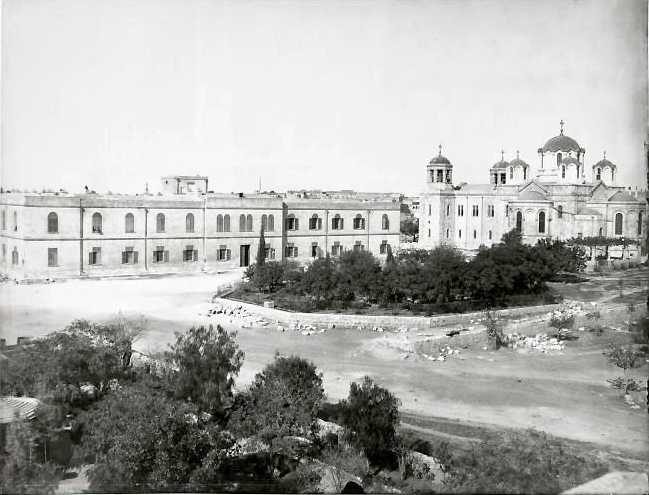
Русская духовная миссия (двухэтажное здание слева на снимке) и Свято-Троицкий собор на Русских постройках. Фото XIX века, сделанное иеромонахом Тихоном

Ру́сская духо́вная ми́ссия в Иерусалиме — представительство Русской православной церкви в Иерусалиме и Святой земле. Первоначально учреждена по инициативе Министерства иностранных дел Российской империи в 1847 году. В настоящее время в Иерусалиме параллельно действуют две Русские духовные миссии: Миссия Московского патриархата, находящаяся в непосредственном ведении патриарха Московского и всея Руси, и Миссия Русской православной церкви заграницей, с мая 2007 года самоуправляемой в составе Московского патриархата.

## История
Вопрос об учреждении в Иерусалиме (тогда в пределах Османской империи) российского церковного представительства впервые в XIX веке возник в связи с трудностями, которые испытывали паломники из России. Его поднял настоятель московского Иерусалимского подворья архимандрит Арсений. В 1816 году он писал российскому императору Александру I: «В Иерусалиме никто столько не терпит бедности и нужды в пище и одежде и в самом убежище, как поклонники русские». Русские паломники в Палестине тогда были лишены политического покровительства, нравственного руководства, возможности молиться на привычном им языке и нормального бытового обслуживания, несмотря на значительность их расходов на паломничество.
В 1838 году камергер императорского двора Андрей Муравьёв, посетивший Палестину, чтобы изучить состояние политической и церковной жизни в Святой земле и содействовать укреплению позиции России на Ближнем Востоке, поднял вопрос о необходимости учреждения в Иерусалиме Духовной миссии. По мысли Муравьёва, влияние России в этом регионе должно было выразиться, в частности, в особом покровительстве российского Императора над святыми местами, особенно над храмом Гроба Господня, гробницей Богородицы в Гефсимании и местом Рождества Христова в Вифлееме; а русский архимандрит в Палестине «мог бы иметь благотворное влияние на <…> единоверцев и распространять среди них свет и нужные познания».
11 (23) февраля 1847 года на докладе государственного канцлера и министра иностранных дел Российской империи графа Карла Нессельроде была учреждена Русская духовная миссия в Иерусалиме резолюцией Николая I для содействия укреплению православия на Святой земле, поддержания братских отношений с Иерусалимской церковью, а также для поддержки русских паломников.
Первым начальником миссии был утверждён 31 июля 1847 года архимандрит Порфирий (Успенский). В состав миссии определением Святейшего синода от 21 августа были включены иеромонах Феофан (Говоров) и студенты Санкт-Петербургской духовной семинарии Петр Соловьёв и Николай Крылов. Получив от митрополита антиминс, архимандрит Порфирий выехал 14 октября 1847 года со своими спутниками из Петербурга. После долгого путешествия миссия прибыла в Иерусалим 16 февраля 1848 года.
1 сентября 1857 года начальником миссии (третьим по счёту) был назначен епископ Кирилл (Наумов). В том же 1857 году драгоманом миссии был назначен православный сирийский араб Фадлалла Сарруф. Во время путешествия епископа Кирилла по Сирии и Палестине Фадлалла проявил дипломатическое искусство и способствовал установлению добрых взаимоотношений между начальником миссии и главами различных этноконфессиональных общин региона.
Здание Русской духовной миссии в Иерусалиме было построено усилиями Палестинского комитета в период с 1860 по 1864 годы. Внутри здания Миссии 28 июня 1864 году при начальнике миссии архимандрите Леониде (Кавелине) был освящён первый русский храм в Святой Земле во имя св. муч. Царицы Александры. Наибольшего расцвета своей деятельности Русская духовная миссия получила в период, когда её начальником был архимандрит Антонин (Капустин) (5 июня 1869 — 24 марта 1894). При нём были приобретены многочисленные участки, на которых впоследствии возникли русские храмы и монастыри Святой земли.
К началу Первой мировой войны Духовная миссия владела 37 участками, восемью церквами и несколькими часовнями, двумя женскими монастырями, пятью больницами, семью гостиницами для паломников и почти 100 школами. Одною из главных задач Миссии наряду с приёмом русских паломников было образование православных арабов.
В 1914 году Первая мировая война вынудила начальника и сотрудников миссии переехать в Александрию.

### Во времена Британского мандата
После Первой мировой войны и революции на Святой земле остались несколько священнослужителей, ряд достаточно больших монастырей, сотрудники различных русских учреждений, а также сотни паломников, которые приехали из России в паломничество летом 1914 года и уже не смогли вернуться на родину. Так как начальник миссии, архимандрит Леонид (Сенцов), поехал на Поместный Московский Собор и неожиданно умер в ноябре 1918 года, то решение текущих дел осталось в руках одного из самых опытных членов миссии — иеромонаха Мелетия (Розова). В ноябре 1920 года было образовано Высшее церковное управление за границей (ВЦУЗ). Уже на своём третьем заседании, от 29 ноября 1920 года, русские епископы официально рассмотрели просьбы отца Мелетия. Он просил освободить его от статуса исполняющего обязанности руководителя Русской духовной миссии в Иерусалиме. Однако в ВЦУЗ ответили, что закрепляют за ним статус исполняющего обязанности, но будут искать ему замену и заниматься русскими делами на Святой Земле. Это решение считается точкой отсчёта в отношениях Русской духовной миссии и заграничного Синода русских епископов. С этого момента, как считается, Русская духовная миссия фактически входит в состав Русской Зарубежной Церкви
Миссия оказалась лишена защиты какого-либо государства, исчезло большинство прежних источников материальной помощи. С установлением власти Британского мандата бо́льшая часть опустевшего Русского подворья была занята гражданскими учреждениями — там разместились полицейский участок, тюрьма, американское отделение Красного Креста, а затем верховный суд. Многие постройки Миссии оказались повреждены и запущены.
В послереволюционное время «Русскую Палестину» населяли в основном те несколько сот паломников, которые были задержаны войной 1914 года, а также служащие Императорского Православного Палестинского общества и монахини русских монастырей, находившихся под наблюдением русского зарубежного Синода. В 1920-е и 1930-е года из многочисленной среды русской эмиграции на Святой Земле оказывались лишь единицы поскольку тяжелые экономические условия, необходимость устраиваться на новом месте, сложности с документами создавали почти непреодолимый барьер для поездок из Европы в Палестину.
Большую помощь в поддержании миссии оказал архиепископ Кишинёвский Анастасий (Грибановский), направленный в Святую Землю зарубежным русским священноначалием в 1921 году и с 1924 года около десяти лет служивший наблюдающим за делами миссии. В первую очередь было получено признание прав Миссии со стороны британских властей, восстановлена правильная монашеская жизнь. Владыка привел в порядок имущественные дела Русской Духовной Миссии путём сдачи в аренду некоторых участков и возведения нескольких построек с помощью займов. Была открыта Гефсиманская обитель, основана Вифанская школа, приобретён участок у реки Иордан. Период новых потрясений и переустройств в жизни последовал после Второй мировой войны.
В мае-июне 1945 года Святую Землю посетил патриарх Московский Алексий I.
6 июня 1946 года в Совете по делам Русской православной церкви состоялось совещание с участием председателя Совета Г.Г. Карпова и патриарха Алексия, в ходе которого были определены направления внешней деятельности Московской патриархии: в частности, было условлено направить делегацию в Иерусалим, которая должна была передать патриарху Иерусалимскому Тимофею в качестве дара 40 тысяч американских долларов, заявлялось, что «патриарх Тимофей заявил о желательности назначения из Москвы архимандрита для возглавления русской миссии», было принято решение «восстановить паломничество русских паломников в Иерусалим и с этой целью уже в 1946 г. организовать паломничество группы примерно в 25 человек».

### После образования государства Израиль
Провозглашённое в 1948 году Государство Израиль передало Московскому патриархату те исторически русские храмы и монастыри, которые оказались на его территории. При том, русская собственность, оказавшаяся на территории Трансиордании, осталась в ведении Русской Зарубежной Церкви (тогда в расколе с Московским патриархатом).
Первым начальником Русской Духовной Миссии Московского патриархата 17 сентября 1948 года был назначен архимандрит Леонид (Лобачёв). 14 октября того же года председатель Совета министров СССР Сталин подписал распоряжение Совета Министров СССР «дать согласие Московской патриархии на выезд из СССР в государство Израиль для постоянной работы архимандрита Леонида (Лобачева Ильи Христофоровича) в качестве начальника Русской Духовной Миссии в Иерусалиме и Елховского Владимира Евгеньевича в качестве священника Миссии».
Несмотря на многие трудности, и в том числе те, что были связаны с продажей советским правительством большей части Русского Подворья Государству Израиль, жизнь Миссии продолжалась. Совершались богослужения, воздвигались новые храмы. В 1962 году на русском участке на берегу Галилейского озера был построен храм в честь святой Марии Магдалины. В 1987 году в Горненском монастыре было завершено строительство пещерного храма в честь Иоанна Предтечи.
Летом 1990 года журналистка Наталья Сухинина совершила паломничество на Святую Землю; при этом она публиковала свои путевые очерки в прессе, что привлекло внимание общественности к подобным паломничествам. Визит Патриарха Алексия II в Святую Землю в апреле 1991 года положил начало активному возрождению палестинского паломничества среди православных христиан из России, с Украины, из Белоруссии, а также других стран ближнего и дальнего зарубежья. Благодаря пожертвованиям в патриаршей миссии начали проводиться масштабные реставрационные работы, возобновилась просветительская и издательская деятельность.
В 1997 году на юбилейные торжества по случаю 150-летия миссии патриарх Алексий II вновь прибыл в Иерусалим, а правительство Палестинской Автономии передало миссии монастырь в Хевроне. В 2000 году патриарх Алексий снова был в Святой Земле на празднование 2000-летия Рождества Христова — к этому торжеству на выкупленном русском участке в Вифлееме Миссией был построен крупный гостиничный паломнический комплекс, Палестинские власти вернули Миссии подворье в Иерихоне. В 2004 году было возобновлено строительство собора Горненского монастыря.
В начале 2007 года Иордания передала России участок у места Крещения Господня на реке Иордан, где было построено паломническое подворье.
Благодаря восстановлению общения (2007) между Московским патриархатом и Русской Зарубежной Церковью началось сближение между отчужденными русскими духовными миссиями. В июне 2007 года состоялось первое совместное богослужение представителей обеих частей Русской Церкви на Святой Земле.

## Структура

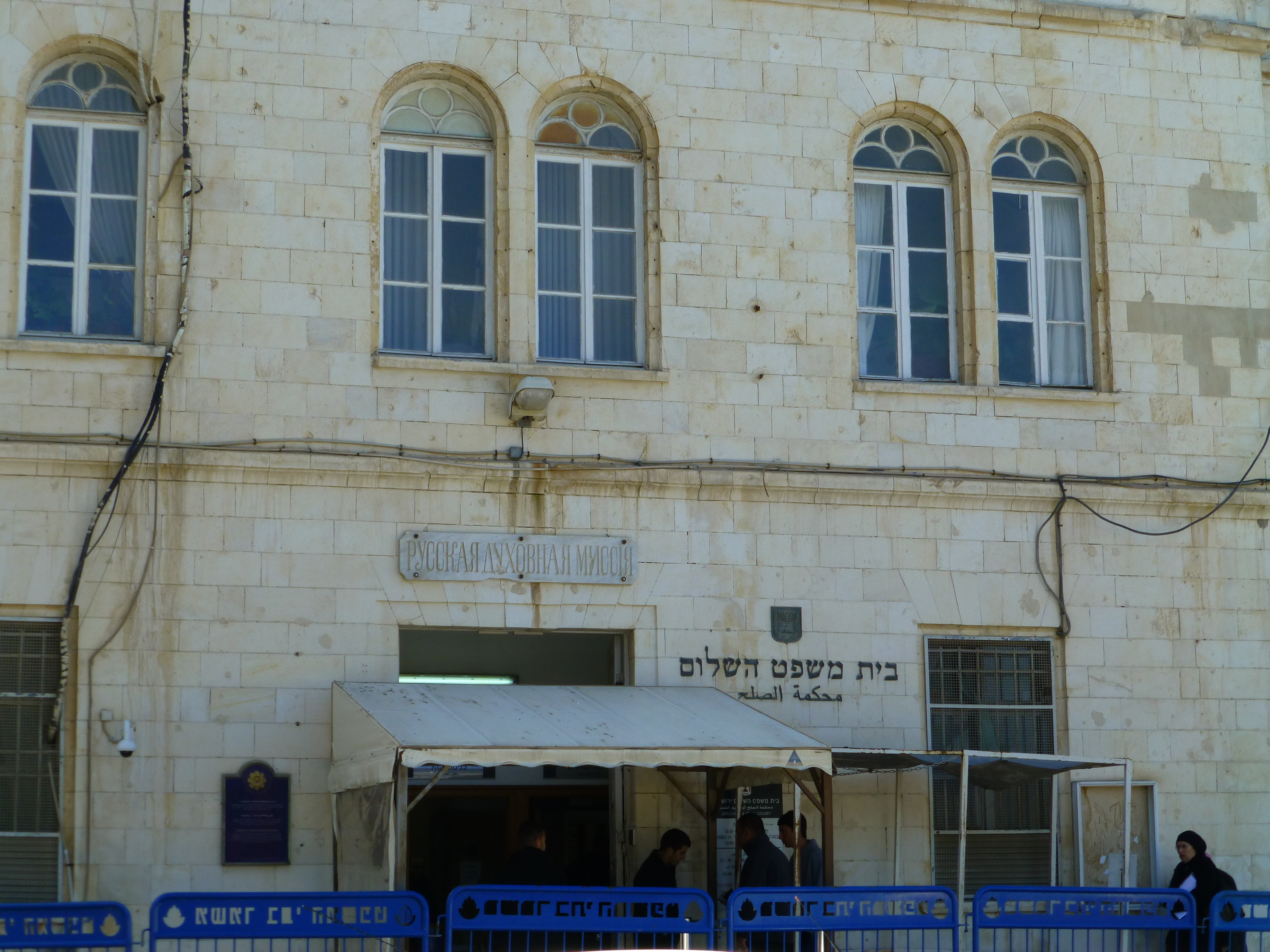
Старый вход в здание Русской духовной миссии в Иерусалиме периода британского мандата. Фото 2013 г.

В настоящее время в Иерусалиме параллельно действуют две Русские Духовные Миссии:
- Миссия РПЦ МП. Занимает часть исторического здания РДМ. Начальник с 2023 года — архимандрит Вассиан (Змеев).
- Миссия РПЦЗ. Расположена в Вознесенском монастыре на Елеонской горе. Начальник (с 2013) — архимандрит Роман (Красовский).

В Израиле в ведении РДМ РПЦ МП находятся:
- Свято-Троицкий собор в Иерусалиме — главный храм миссии
- Горненский монастырь Казанской иконы Пресвятой Богородицы (женский)
- Подворье Праведной Тавифы в Яффе, Тель-Авив
- Подворье святой Марии Магдалины в Магдале (женское)
- Подворье пророка Ильи на горе Кармель в Хайфе
- Дом паломника в Тиверии

В Государстве Палестина в ведении РДМ РПЦ МП находятся
- Подворье святого Иоанна Предтечи (или Закхея) в Иерихоне;
- Дом паломника в Вифлееме
- Монастырь Святой Троицы с Мамврийским дубом в Хевроне

На территории Иордании на берегу реки Иордан в Вифаваре находится подворье РДМ РПЦ МП в честь святого Иоанна Предтечи.
В ведении РДМ РПЦЗ находятся:
- Вознесенский монастырь на Елеонской горе (женский)
- Монастырь равноапостольной Марии Магдалины в Гефсиманском саду (женский)
- Скит преподобного Харитона Исповедника (мужской; Вади-Фара)
- Русская школа в Вифании с пещерным храмом и часовней Марфы
- Часовня на месте евангельского исцеления слепых в Иерихоне
- Часовня на прибрежном участке Русской духовной миссии

## Список начальников Миссии

#### До разделения церкви (1847—1918)
| Начальник                        | Пребывание в должности         |
| -------------------------------- | ------------------------------ |
| Архимандрит Порфирий (Успенский) | 31 июля 1847—1854              |
| Епископ Поликарп (Радкевич)      | 24 марта — 30 сентября 1857    |
| Епископ Кирилл (Наумов)          | 1 сентября 1857 — 22 июня 1863 |
| Архимандрит Леонид (Кавелин)     | 1863 — 1865                    |
| Архимандрит Антонин (Капустин)   | 1865 — 1894                    |
| Архимандрит Арсений (Изотов)     | 1894 (управлял делами)         |
| Архимандрит Рафаил (Трухин)      | 1894—1899                      |
| Архимандрит Александр (Головин)  | 1899—1903                      |
| Архимандрит Леонид (Сенцов)      | 1903—1918                      |

#### Миссия РПЦЗ (с 1918 по настоящее время)
| Начальник                         | Пребывание в должности                                           |
| --------------------------------- | ---------------------------------------------------------------- |
| Архимандрит Мелетий (Розов)       | 6 июля 1918 — 2 декабря 1922 (исп. обязанности)                  |
| Епископ Аполлинарий (Кошевой)     | (1922) был предложен, но не утверждён Иерусалимским патриархом   |
| Архимандрит Иероним (Чернов)      | 2 декабря 1922 — 1925                                            |
| Архимандрит Мелетий (Розов)       | 1925—1928 (временно исп. обязанности)                            |
| Архимандрит Киприан (Керн)        | ноябрь 1928—1930                                                 |
| Иеромонах Афанасий (Петров)       | малое время                                                      |
| Архимандрит Мелетий (Розов)       | недолго                                                          |
| Архимандрит Антоний (Синькевич)   | 2 февраля 1933 — 19 августа 1951                                 |
| Архимандрит Димитрий (Биакай)     | 1951—1968                                                        |
| Архимандрит Антоний (Граббе)      | 1968 — 24 января 1986                                            |
| Протоиерей Валерий Лукьянов       | 24 января 1986 — 1987                                            |
| Архимандрит Алексий (Розентул)    | февраль 1988 — май 1992 (? дважды)                               |
| Игумен Николай (Юхош)             | 17 марта 1992 — ноябрь 1993                                      |
| Протоиерей Владимир Скалон        | 1993 (временно исполнял обязанности)                             |
| Архимандрит Феодосий (Клэр)       | ноябрь 1993 — декабрь 1995                                       |
| Архимандрит Варфоломей (Воробьёв) | декабрь 1995 — август 1997                                       |
| Игумен Алексий (Бирон)            | 1997—2000                                                        |
| Архимандрит Петр (Лукьянов)       | октябрь 2000—2002                                                |
| Игумен Андроник (Котляров)        | 14 мая 2003 — 2 мая 2007 (исп. обязанности)                      |
| Архимандрит Иоасаф (Маклеллан)    | февраль — 18 декабря 2009 (скончался)                            |
| Архимандрит Тихон (Амельченя)     | с 17 мая 2011 (исп. обязанности с 14 июля 2010) — 9 октября 2012 |
| Архимандрит Роман (Красовский)    | с апреля 2013 (временный исполняющий обязанности с 14 июня 2012) |

#### Миссия РПЦ МП (с 1948 по настоящее время)
| Начальник                             | Пребывание в должности                                         |
| ------------------------------------- | -------------------------------------------------------------- |
| Архимандрит Леонид (Лобачёв)          | 17 сентября 1948 — 1949                                        |
| Епископ Владимир (Кобец)              | 30 декабря 1949 — 27 декабря 1951                              |
| Архимандрит Поликарп (Приймак)        | сентябрь 1951 — апрель 1955                                    |
| Протоиерей Михаил Зёрнов              | май 1955 — 1956 (исп. обязанности)                             |
| Архимандрит Пимен (Хмелевский)        | 20 февраля 1956 — 1957                                         |
| Архимандрит Никодим (Ротов)           | 25 сентября 1957 — март 1959                                   |
| Архимандрит Никодим (Руснак)          | 15 ноября 1958 — 9 февраля 1961 (исп. обязанности)?            |
| Архимандрит Августин (Судоплатов)     | 1 октября 1959 — 1961                                          |
| Архимандрит Варфоломей (Гондаровский) | октябрь 1961 — зима 1963                                       |
| Архимандрит Ювеналий (Поярков)        | 21 февраля 1963 — 22 декабря 1964                              |
| Архимандрит Гермоген (Орехов)         | 22 декабря 1964 — 25 ноября 1966                               |
| Архимандрит Антоний (Завгородний)     | 30 марта 1967 — 1970                                           |
| Архимандрит Иероним (Зиновьев)        | 17 марта 1970 — 25 августа 1972                                |
| Архимандрит Климент (Толстихин)       | 25 августа 1972 — 5 апреля 1974                                |
| Архимандрит Серафим (Тихонов)         | 5 апреля 1974 — сентябрь 1977, и.о до 26 декабря 1974          |
| Архимандрит Николай (Шкрумко)         | 22 июля 1977 — 16 июля 1982                                    |
| Архимандрит Пантелеимон (Долганов)    | 16 июля 1982 — 1986                                            |
| Архимандрит Павел (Пономарёв)         | 29 июля 1986 — 19 июля 1988                                    |
| Архимандрит Никита (Латушко)          | 19 июля 1988 — 26 апреля 1993                                  |
| Архимандрит Феодосий (Васнев)         | 26 апреля 1993 — 12 марта 2002                                 |
| Архимандрит Елисей (Ганаба)           | 12 марта 2002 — 6 октября 2006                                 |
| Архимандрит Тихон (Зайцев)            | 6 октября 2006 — 2009                                          |
| Архимандрит Исидор (Минаев)           | 31 марта 2009 — 16 июля 2013                                   |
| Игумен Феофан (Лукьянов)              | 16 июля 2013 — 13 июля 2015 (временно исполняющий обязанности) |
| Архимандрит Александр (Елисов)        | 13 июля 2015 — 11 октября 2023                                 |
| Архимандрит Вассиан (Змеев)           | с 11 октября 2023                                              |